# Horní Bargjap
Horní Bargjap nebo Horní Bargebi nebo krátce Bargjap (abchazsky Аҩадатәи Барӷьаԥ nebo Барӷьаԥ, gruzínsky ზემო ბარღები – Zemo Bargebi) je vesnice v Abcházii v okrese Gali. Leží přibližně 10 km jihozápadně od okresního města Gali. Na západě a jihu sousedí s Dolním Bargjapem, na severu s Riapem a na východě se Sidou.
Oficiálním názvem obce je Vesnický okrsek Horní Bargjap (rusky Верхне-Баргяпская сельская администрация, abchazsky Аҩадатәи Барҕьаҧ ақыҭа ахадара). Za časů Sovětského svazu se okrsek jmenoval Zemo-Bargebský selsovět (Земо-Баргебский сельсовет).

## Části obce
Součástí Horního Bargjapu jsou následující části:
- Horní Bargjap / Bargjap (Аҩадатәи Барӷьаԥ / Барӷьаԥ)
- Butbakyt / Sabutbaio (Быҭебақыҭ / Сабуҭбаио) – gruz. Sabutbaio (საბუთბაიო)
- Šamgjiaa / Sašamugio (Шьамгьиаа / Сашьамугио) – gruz. Sašamugio (საშამუგიო)

## Historie
Horní Bargjap byl v minulosti součástí gruzínského historického regionu Samegrelo, od 17. století Samurzakanu. Na mapě, kterou v 17. století sestavil italský misionář Arcangelo Lamberti, je obec pojmenovaná jako Bargebi. Po vzniku Sovětského svazu byla vesnice součástí Abchazské ASSR a spadala pod okres Gali. Téměř celá populace byla gruzínské národnosti.
Během války v Abcházii v letech 1992–1993 byla obec ovládána gruzínskými vládními jednotkami. Na konci této války zdejší obyvatelé uprchli z Abcházie. Po skončení bojů se vrátila větší polovina z nich a ocitli se pod vládou separatistické Abcházie. Došlo k přejmenování obce z gruzínského Zemo Bargebi na Bargjap, respektive na Holní Bargjap.
Dle Moskevských dohod z roku 1994 o klidu zbraní а o rozdělení bojujících stran byl Dolní Bargjap začleněn do nárazníkové zóny, kde se o bezpečnost staraly mírové vojenské jednotky SNS v rámci mise UNOMIG. Mírové sbory Abcházii opustily poté, kdy byla v roce 2008 Ruskem uznána nezávislost Abcházie. V průběhu tohoto období se v obci vyskytly problémy s únosy místních obyvatel a s tím spojeným vymáháním výkupného. Jedním z nejvážnějších případů byl noční únos 32 mužů z obce do Očamčyry na začátku dubna 2004, který byl dle reportáže gruzínské televizní stanice Rustavi-2 zosnován abchazskými obrannými složkami v reakci na zajatí dvou abchazských pohraničníků gruzínskými složkami pro účely jednání o jejich propuštění. Jednání, jehož abchazští účastníci o únosu neměli žádné informace, se uskutečnilo ještě téhož dne na pravidelné čtyřstranné schůzce v Čuburchindži a 8. dubna byli všichni propuštěni domů. Propuštěn byl i jeden z unesených Abchazů, druhý zůstával nadále nezvěstný. Další incidenty opakovaně nutily obyvatelstvo dočasně vyhledat útočiště za řekou Inguri v Zugdidi.

## Obyvatelstvo
Dle nejnovějšího sčítání lidu z roku 2011 je počet obyvatel této obce 1159 a jejich složení následovné:
- 1145 Gruzínů (98,8 %)
- 5 Abchazů (0,4 %)
- 5 Rusů (0,4 %)
- 4 příslušníci ostatních národností (0,4 %)

Před válkou v Abcházii žilo v obci 569 obyvatel, v celém Zemo-Bargebském selsovětu 1961 obyvatel.